# کلومبانگارا
کلومبانگارا (انگلیسی: Kolombangara) یک جزیره از جزایر سلیمان است.